# رودي فرنسيسكو
رودي فرنسيسكو (بالإنجليزية: Rudy Francisco)‏ هو شاعر أمريكي، ولد في 27 يوليو 1982 في سان دييغو في الولايات المتحدة.

## وصلات خارجية
- الموقع الرسمي